# Sweet but Psycho
A Sweet but Psycho című dal az amerikai Ava Max 2018. augusztus 17-én megjelent kislemeze az Atlantic Records kiadásában, mely debütáló albumának vezető kislemeze. A dalt Max, Madison Love és Cirkut szerezte. Először a Spotify különféle lejátszási listáiban volt elérhető, majd később 22 országban lett első helyezett a slágerlistákon, beleértve Németországot és az Egyesült Királyságot is, ahol négy egymást követő héten az első helyen szerepelt. Kanadában, Görögországban, Portugáliában, és Spanyolországban benne volt az első húsz helyezett között, míg az Egyesült Államokban a legjobb 10 közé jutott. 2019. február és június között a dal vezető  helyen szerepelt a magyar "Hungarian Stream Top 40"-es listán, 19 egymást követő héten keresztül.

## Előzmények
Max az Idolator weboldalnak alábbiakat nyilatkozta a dallal kapcsolatban:
| „ | "Azt hiszem, hogy a dalt nekem írták, hiszen nekem is sok oldalam van, mint mindenki másnak, és a dal is egy olyan lányról szól, aki nem fél megmutatni minden oldalát, és egy olyan srácról, aki szereti a lány minden oldalát, úgy ahogy van. Ő egy olyan lány, akit gyakran félreértenek a kapcsolatokban, és azt mondják rá, hogy egy "pszicho", aki gyakran elmélkedik...én is ilyen vagyok a valós életben" | ” |
|   | |   |

## Videóklip
A dalhoz tartozó videót a bengáli-amerikai filmes, Shomi Patwary rendezte, mely 2018. augusztus 27-én jelent meg. A videóklipben Ava barátja megcsókol egy lányt, akit Ava titokban meglát, majd másnap meghívja a fiút vacsorára, ahol mérget rak az italába, azonban a fiú nem hal meg, és a fiút ráébreszti, hogy a lány bolond. Elrejtőzik előle egy szekrénybe, ahol egy másik fiú holtteste esik ki, és kiderül, hogy Ava már több barátját is meggyilkolta.

## Élő előadások
Max először a dalt 2019 januárjában adta elő a The Late Show with James Corden című műsorban, így ez volt az első előadás, mely az amerikai televízióban debütált. A dal elhangzott a "Today" című amerikai műsorban január 25-én, április 11-én a The Elen DeGeneres Showban, és április 29-én is a Sunrise című ausztrál műsorban is. A dalt az iHeartRadio fesztiválon is előadta az énekesnő a "So Am I" és "Salt" című dalokkal együtt.

## Slágerlista

### Heti összesítések
| Slágerlista (2018–2019)                                  | Legjobb helyezések |
| -------------------------------------------------------- | ------------------ |
| Argentína Anglo (Monitor Latino)                         | 15                 |
| Ausztrália (ARIA)                                        | 2                  |
| Ausztria (Ö3 Austria Top 40)                             | 1                  |
| Belgium (Ultratop 50 Flanders)                           | 1                  |
| Belgium (Ultratop 50 Wallonia)                           | 1                  |
| Brazília Brazil International Pop Songs (Crowley Charts) | 9                  |
| Bolívia (Monitor Latino)                                 | 2                  |
| Bulgária (PROPHON)                                       | 4                  |
| Kanada (Canadian Hot 100)                                | 11                 |
| Kanada (CHR/Top 40) Billboard                            | 3                  |
| Kanada (Hot AC) Billboard                                | 10                 |
| Chile Chile Anglo (Monitor Latino)                       | 8                  |
| Kína China Airplay/FL (Billboard)                        | 12                 |
| CIS (Tophit)                                             | 5                  |
| Kolumbia (National-Report)                               | 92                 |
| Horvátország (HRT)                                       | 1                  |
| Csehország (Rádio Top 100)                               | 1                  |
| Csehország (Singles Digital Top 100)                     | 1                  |
| Dánia (Tracklisten)                                      | 1                  |
| Észtország (IFPI)                                        | 1                  |
| Euro Digital Songs (Billboard)                           | 1                  |
| Finnország (Suomen virallinen lista)                     | 1                  |
| Franciaország (SNEP)                                     | 8                  |
| Németország (Official German Charts)                     | 1                  |
| Görögország Greece International Digital Singles (IFPI)  | 12                 |
| Magyarország (Rádiós Top 40)                             | 1                  |
| Magyarország (Dance Top 40)                              | 1                  |
| Magyarország (Single Top 40)                             | 1                  |
| Magyarország (Stream Top 40)                             | 1                  |
| Izland (Tonlist)                                         | 1                  |
| Írország (IRMA)                                          | 1                  |
| Izrael (Media Forest)                                    | 2                  |
| Olaszország (FIMI)                                       | 3                  |
| Japán Japan Hot Overseas (Billboard)                     | 19                 |
| Litvánia (Latvijas Top 40)                               | 1                  |
| Luxemburg Luxembourg Digital Songs (Billboard)           | 2                  |
| Malajzia (RIM)                                           | 7                  |
| Mexikó Mexico Ingles Airplay (Billboard)                 | 2                  |
| Hollandia (Dutch Top 40)                                 | 3                  |
| Hollandia (Single Top 100)                               | 4                  |
| Új-Zéland (Recorded Music NZ)                            | 1                  |
| Norvégia (VG-lista)                                      | 1                  |
| Lengyelország (Polish Airplay Top 100)                   | 1                  |
| Portugália (AFP)                                         | 16                 |
| Románia (Airplay 100)                                    | 2                  |
| Oroszország (Russia Airplay) Tophit                      | 4                  |
| Skócia (Official Charts Company)                         | 1                  |
| Szingapúr (RIAS)                                         | 7                  |
| Szlovákia (Singles Digitál Top 100)                      | 3                  |
| Szlovákia (Rádio Top 100)                                | 1                  |
| Szlovénia (SloTop50)                                     | 1                  |
| Spanyolország (PROMUSICAE)                               | 18                 |
| Svédország (Sverigetopplistan)                           | 1                  |
| Svájc (Schweizer Hitparade)                              | 1                  |
| Egyesült Királyság (Official Charts Company)             | 1                  |
| Ukrajna (Ukraine Airplay Tophit)                         | 1                  |
| US Billboard Hot 100                                     | 10                 |
| US Adult Contemporary (Billboard)                        | 17                 |
| US Adult Top 40 (Billboard)                              | 2                  |
| US Dance Club Songs (Billboard)                          | 1                  |
| US Dance/Mix Show Airplay (Billboard)                    | 4                  |
| US Mainstream Top 40 (Billboard)                         | 3                  |
| US Rolling Stone Top 100                                 | 9                  |
| Venezuela Venezuela Anglo (Monitor Latino)               | 4                  |

### Havi összesítés
| Slágerlista (2019)   | Legjobb helyezések |
| -------------------- | ------------------ |
| Szlovénia (SloTop50) | 1                  |

### Év végi összesítések
| Slágerlista (2018)             | Helyezés |
| ------------------------------ | -------- |
| Belgium (Ultratop Flanders)    | 90       |
| Dánia (Tracklisten)            | 33       |
| Hollandia (Dutch Top 40)       | 60       |
| Hollandia (Single Top 100)     | 73       |
| Svédország (Sverigetopplistan) | 18       |
| Svájc (Schweizer Hitparade)    | 79       |

## Minősítések
| Régió                                                            | Minősítés  | Eladott példányszám |
| ---------------------------------------------------------------- | ---------- | ------------------- |
| Ausztrália (ARIA)                                                | 5× platina | 350 000‡            |
| Ausztria (IFPI Austria)                                          | 2× platina | 60 000‡             |
| Belgium (BEA)                                                    | 2× platina | 80 000‡             |
| Brazília (Pro-Música Brasil)                                     | gyémánt    | 160,000‡            |
| Dánia (IFPI Denmark)                                             | 3× platina | 270 000‡            |
| Egyesült Államok (RIAA)                                          | 3× platina | 3 000 000‡          |
| Egyesült Királyság (BPI)                                         | 3× platina | 1 800 000‡          |
| Franciaország (SNEP)                                             | gyémánt    | 333 333‡            |
| Hollandia (NVPI)                                                 | 2× platina | 160 000‡            |
| Kanada (Music Canada)                                            | 5× platina | 400 000‡            |
| Lengyelország (ZPAV)                                             | gyémánt    | 100 000‡            |
| Németország (BVMI)                                               | 2× platina | 800 000‡            |
| Norvégia (IFPI Norway)                                           | 5× platina | 300 000‡            |
| Olaszország (FIMI)                                               | 3× platina | 150 000‡            |
| Portugália (AFP)                                                 | platina    | 10 000‡             |
| Spanyolország (PROMUSICAE)                                       | platina    | 40 000‡             |
| Svájc(IFPI Switzerland)                                          | 4× platina | 80 000‡             |
| Új-Zéland (RMNZ)                                                 | platina    | 30 000‡             |
| ‡ Eladási+streaming példányszámok kizárólag a minősítés alapján. |            |                     |